# Прапор Вугледара
Міськи́й пра́пор Вугледара — офіційний символ міста Вугледар Донецької області. Затверджений 26 грудня 2007 р. рішенням сесії міської ради.

## Опис
Прямокутне полотнище із співвідношенням сторін 2:3 складається з трьох горизонтальних смуг жовтого, блакитного і жовтого кольорів (1:5:1). У центрі блакитної смуги герб міста.